# Индийская бойга
Инди́йская бо́йга (лат. Boiga trigonata) — вид змей из семейства ужеобразных.

## Внешний вид
Змея среднего размера. Туловище с хвостом обычно достигают длины 90—112 см, редко 130 см. Хвост длинный и слабо отличимый от тела, занимает 17—20 % общей длины. Голова широкая и плоская, треугольной формы, хорошо отделена от шеи. Глаза очень крупные, с жёлтой радужной оболочкой и вертикально-эллиптическими зрачками. Предглазничный щиток 1, заглазничных — 2. Верхнегубных 8—9, причём третий, четвёртый и пятый касаются глаза. Нижнегубных щитков 10—11. Туловище очень стройное, сжатое с боков, почти треугольное в сечении. По середине тела проходит 21—23 ряда гладких чешуй. Брюшных щитков 222—238. Анальный щиток цельный. Подхвостовых 74—94.
Основной фон тела серовато-коричневый, более тёмный вдоль хребта. Бока светлее. По спине проходят белые поперечные полосы толщиной в 1 чешуйку с промежутками в 4 чешуйки. Каждая полоса резко кончается на половине высоты боковой стороны туловища, и может оттеняться чёрной или тёмно-коричневой полосой снизу. Голова чёрная или тёмно-серая. Брюшная сторона тела белая или кремовая с желтоватым крапом по краям. У самцов окраска обычно более тёмная и контрастная, чем у самок.

## Яд
Относится к заднебороздчатым змеям. Ядовитые зубы находятся в задней части рта. Яд на человека действует слабо, может вызывать отёк и боль в месте укуса, однако большого клинического значения не имеет.

## Ареал
Распространена в Средней и Южной Азии от запада Туркмении и центра Ирана на западе ареала до Бангладеш и восточной Индии на востоке и от западной и восточной Туркмении на севере до Шри-Ланки на юге. Однако, ареал не сплошной, а разорванный, разделённый на 3 части: самая большая охватывает юг Средней Азии, восточную половину Ирана, Афганистан, Пакистан, далее на восток тянется по южным предгорьям Гималаев до Бангладеш и крайней восточной Индии. Вторая часть ареала находится в центре западной Индии, вдаваясь северо-восточной оконечностью в центральную Индию. И третья часть — на острове Шри-Ланка.
Обитает в песчаных и глинистых пустынях, встречается на бугристых песках с кустами каллогониума и редкой травянистой растительностью, на такыровидных почвах, поросших полынью и солянкой, на каменистых склонах невысоких гор, покрытых травянистой растительностью и кустарниками, в оврагах.
Ведёт ночной образ жизни, днём укрывается в норах грызунов. Питается мелкими птицами и ящерицами.
Размножается в июле—августе. Откладывает 3—11 яиц с развитыми эмбрионами. Молодые змеи вылупляются в конце октября.

## Природоохранный статус
Как неопределённый и недостаточно изученный вид, спорадически встречающийся в Туркмении, Узбекистане и Таджикистане, где была известна лишь по единичным экземплярам, наблюдавшимся 1 раз за 3—4 полевых сезона, бойга была занесена в Красную книгу СССР. В настоящее время внесена в красные книги Туркмении и Узбекистана. Охраняется в Репетекском, Бадхызском и Копетдагском заповедниках.

## Подвиды
Образует 2 подвида:
- Boiga trigonata trigonata (Schneider, 1802)
- Boiga trigonata melanocephala (ANNANDALE, 1904) — черноголовая бойга[2], некоторыми исследователями выделяется в отдельный вид[5][1].

## Галерея

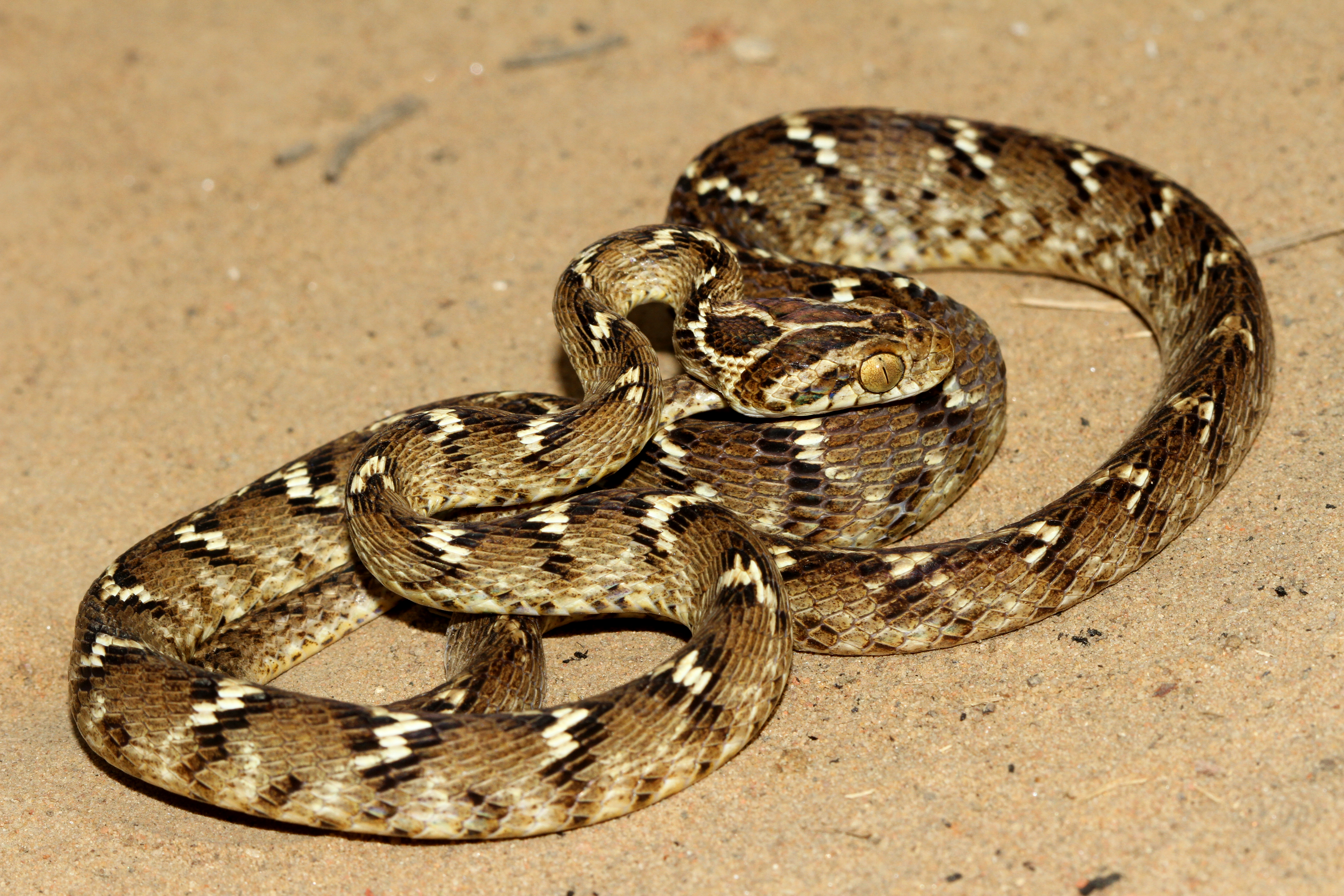
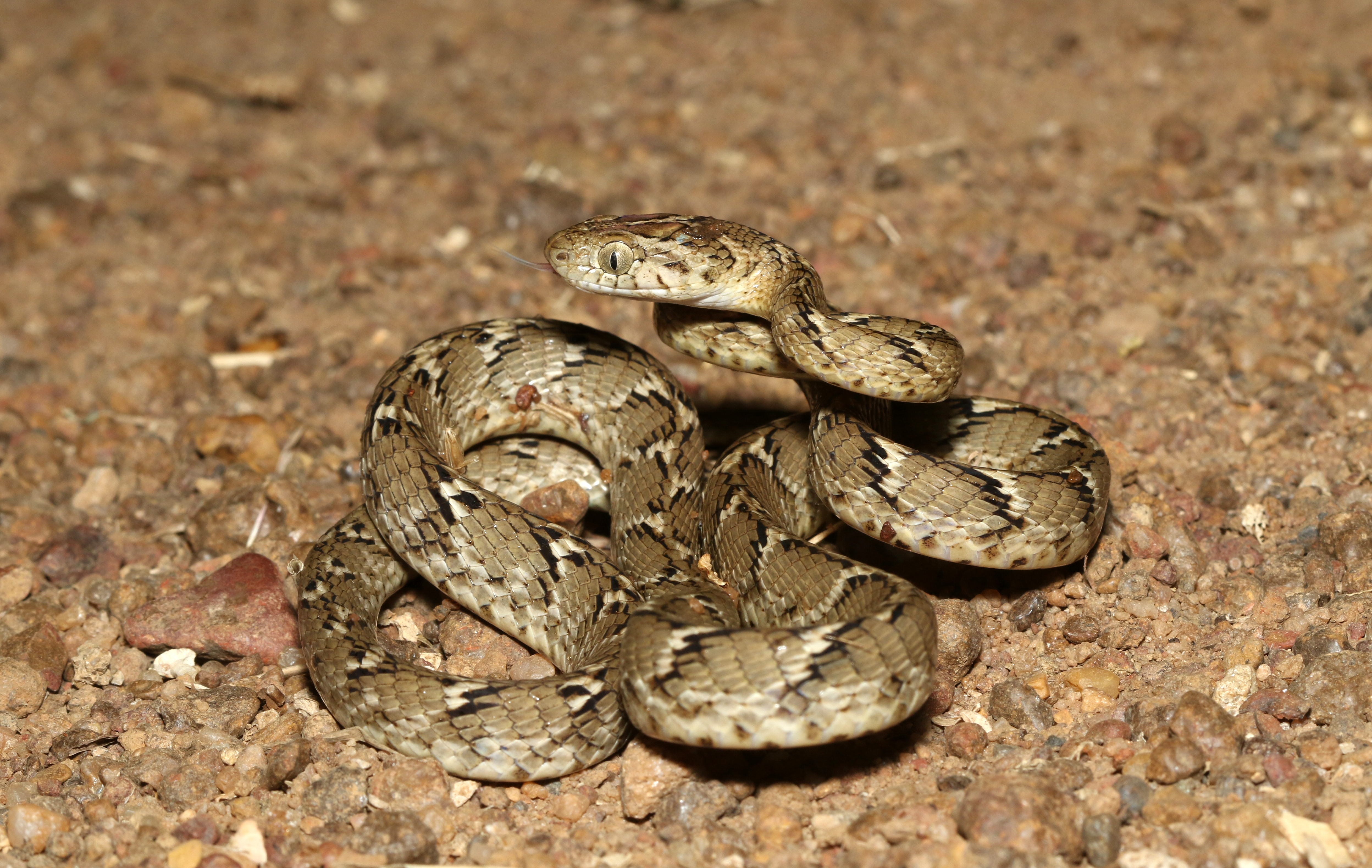
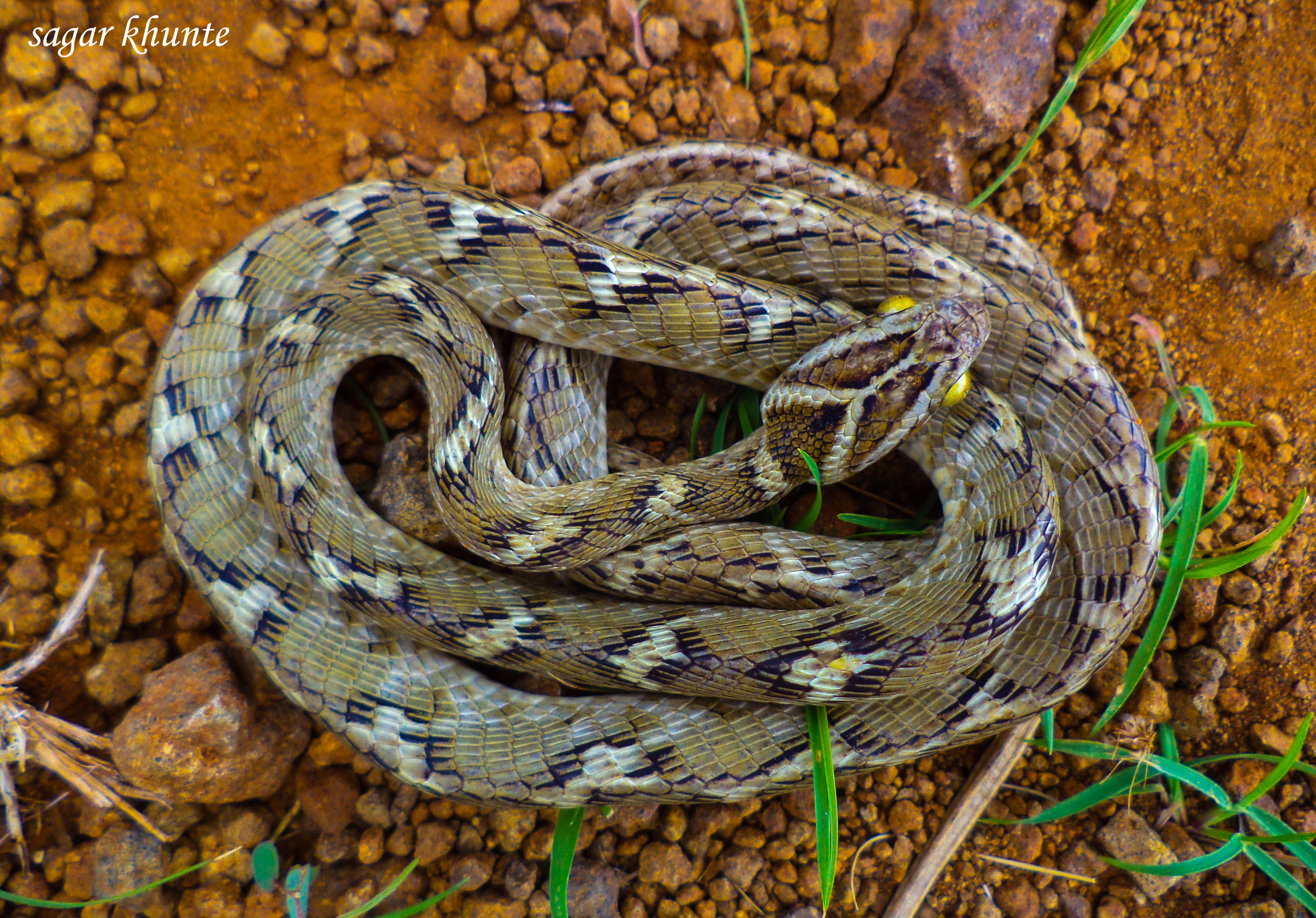
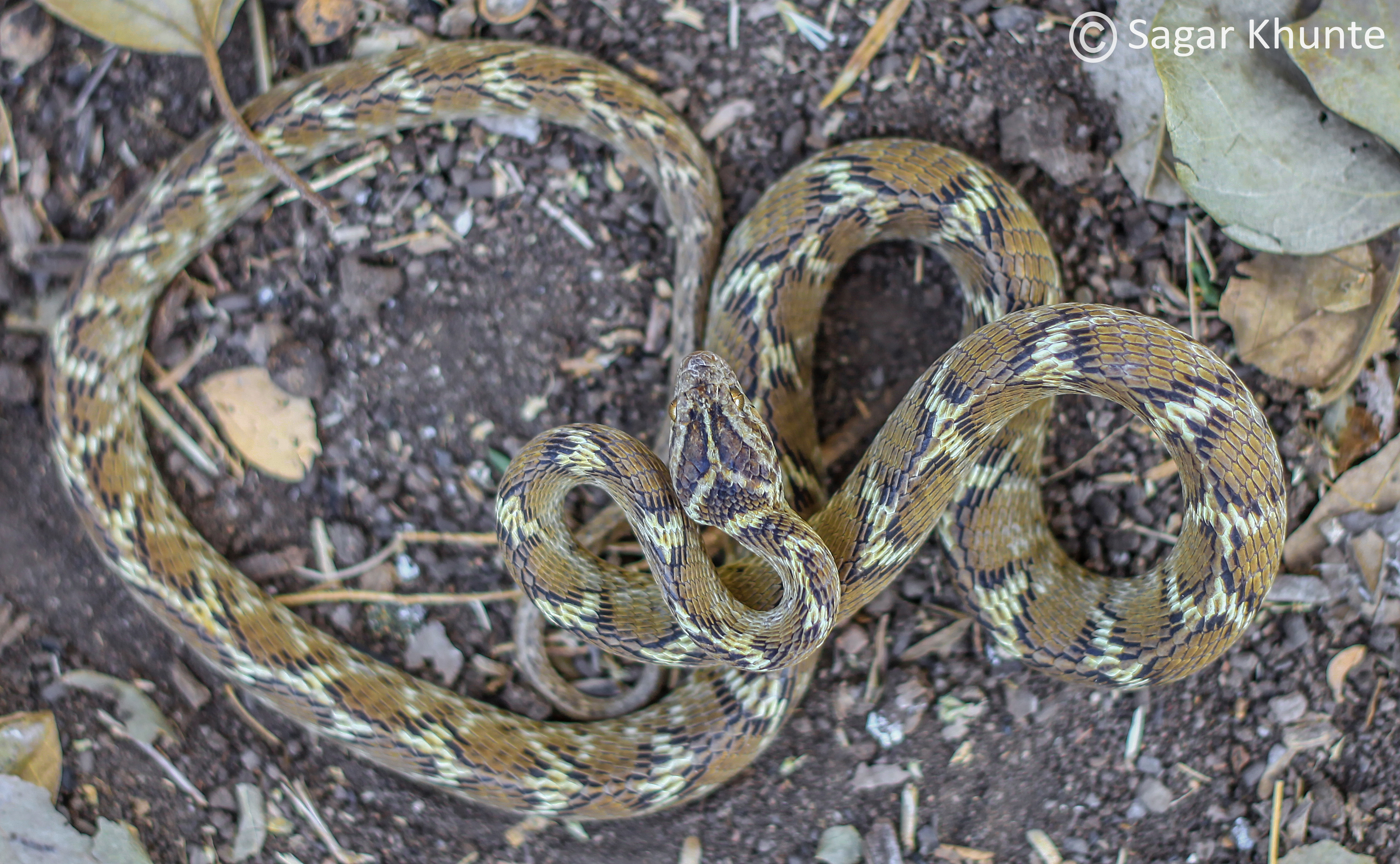
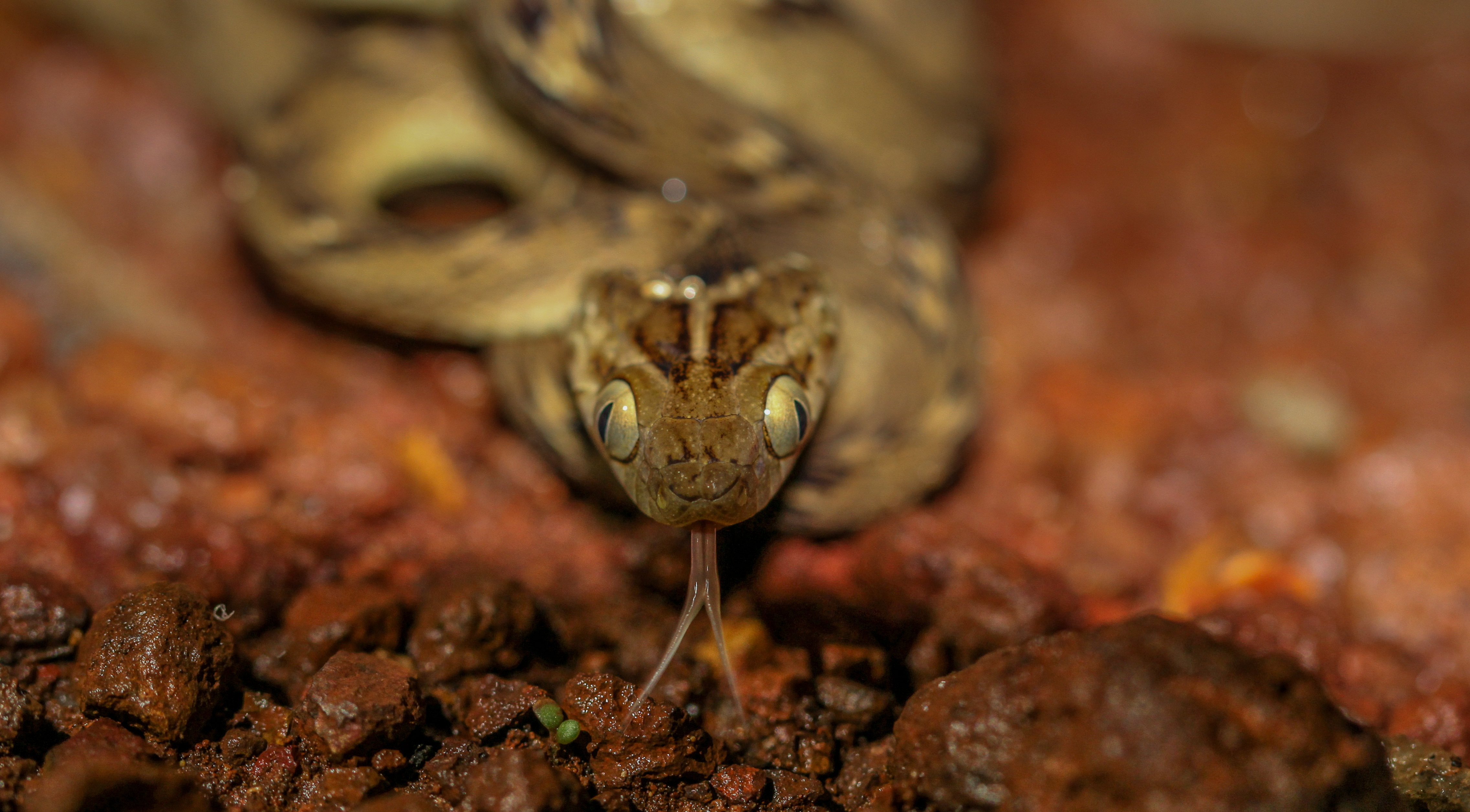
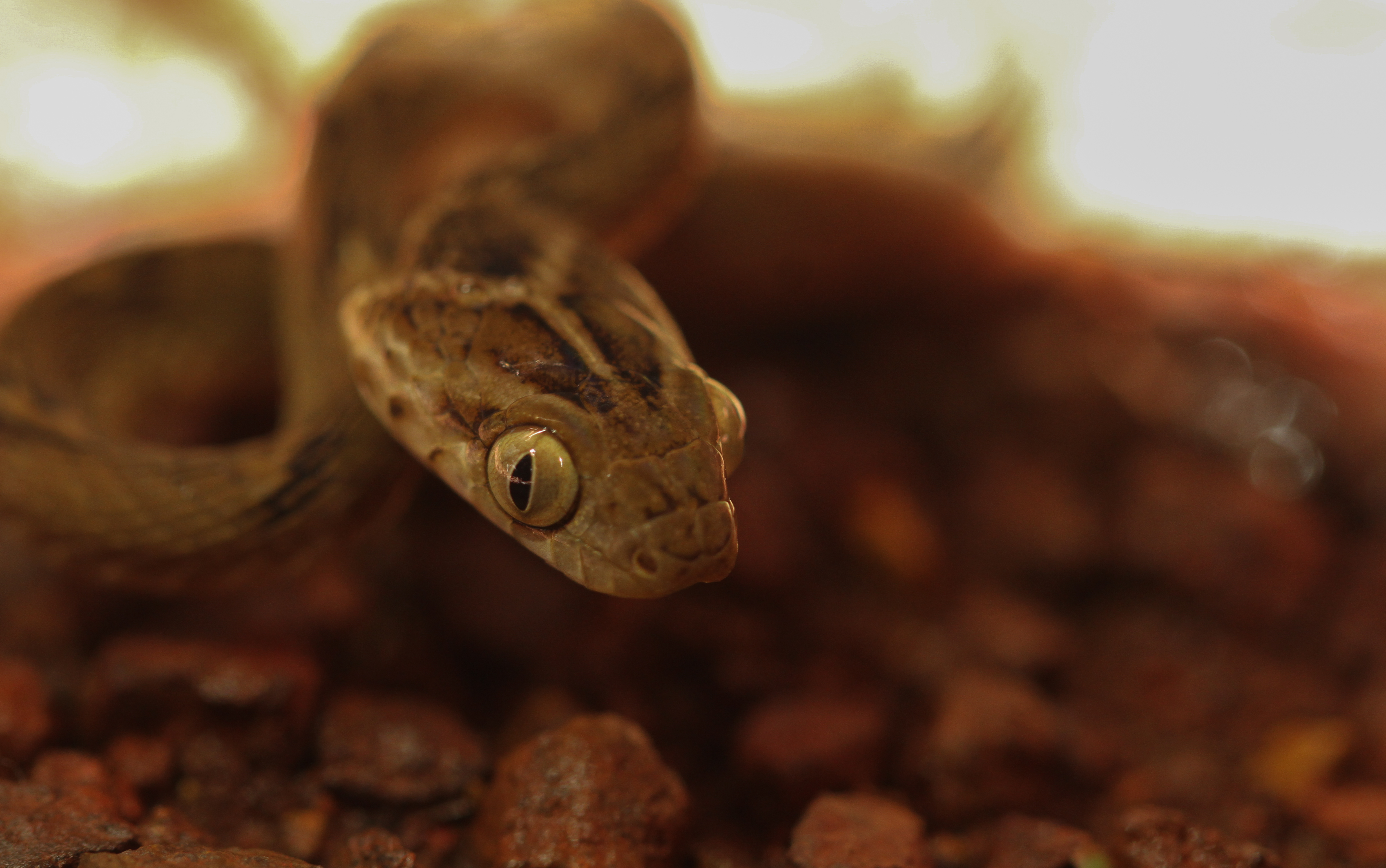